# Jana Smítková
Jana Smítková (* 26. Dezember 1942 in Prag) ist eine tschechische Opernsängerin (Sopran).

## Leben
Jana Smítková studierte am Prager Konservatorium. Engagements nahm sie wahr in Liberec (1967), Brünn (1968–1970) und Budweis (1970–1973). Anschließend wechselte sie in die DDR und war an der Komischen Oper sowie der Staatsoper zu Berlin engagiert, außerdem in Leipzig und Dresden.
Zu ihren wichtigsten Rollen zählten Káťa Kabanová, Madama Butterfly, Micaela (in Carmen) und die Agathe (Der Freischütz).
In Aribert Reimanns Lear interpretierte sie die Rolle der Cordelia (Regie: Harry Kupfer).

## Aufzeichnung
- Titelrolle in Puccinis Butterfly in der Inszenierung von Joachim Herz, Dirigent: Mark Elder (DFF 1978)